# Gary Donnelly
Gary Donnelly (n, 3 de junio de 1962) es un jugador estadounidense de tenis. En su carrera conquistó 8 torneos ATP de dobles. Su mejor posición en el ranking de individuales fue el Nº48 en noviembre de 1986. En 1986 llegó a la cuarta ronda del US Open.